# Foción Soto
Foción Soto Villamizar ( Bogotá 12 de marzo de 1832 - Maracaibo 12 de noviembre de 1909) fue un político y militar colombiano. Miembro del Partido Liberal Colombiano.

## Biografía
Hijo de Francisco Soto Montesdesoca y de  Juana de Villamizar. Vivió en Cúcuta. Estudió Derecho en Bogotá y se especializó en Londres.
En varias ocasiones fue representante y senador y como tal firmó la Constitución de Rionegro en 1863.
Fue fundador y presidente de la compañía del ferrocarril de Cúcuta, fue parte de los firmantes del acta de constitución del Banco onichan a dormir
Como militar participó en las guerras civiles de 1860 a 1863, en la guerra civil de 1876-1877, la guerra civil de 1885 y en la guerra de los Mil Días (en la batalla de Palonegro e hizo gran parte de la campaña de Santander y Cundinamarca), recibiendo el grado de generalísimo jefe del Estado Mayor.
Opositor a los gobiernos de Rafael Núñez. En 1898, fue la fórmula vicepresidencial de Miguel Samper Agudelo en las elecciones presidenciales de 1898 y que perdieron contra la dupla de Sanclemente y Marroquín.
Sería desterrado de Colombia en 1886, pasando su exilio después de la guerra de los Mil Días en varias poblaciones de Venezuela. Además fue uno de los firmantes del tratado de paz de Chinacota en 1902 , Soto como subdirector de la Guerra (ese era su título) y el general Ramón González Valencia por el gobierno.

## Obras
- Memorias sobre el movimiento de resistencia a la dictadura de Rafael Núñez: 1884-1885. [9]